# Revolera
En tauromaquia, la revolera es una suerte o lance que se realiza con el capote. La revolera es una larga natural por bajo prolongada con una vuelta sobre los pies; una larga natural que acompasa una embestida curvada del toro, llevada en redondo a capa abierta. En la revolera es esencial que se abra la capa alrededor del torero, por lo cual se la cambia de mano al pasarla por detrás, y otra vez por delante, al salir de la suerte. Es una suerte barroca y sencilla. La revolera puede incluirse dentro del grupo de las largas, ya que el torero suelta el capote de una mano.
Para su correcta ejecución, se debe iniciar la suerte como si de una verónica se tratase, lanzando el capote y esperando la embestida del toro. Cuando el toro se encuentra enganchado en el engaño, se suelta la mano de dentro y se conduce la embestida para después girar el cuerpo 360° a la vez que el capote continua girando alrededor del torero.
Muchos han sido los versos y obras que se han escrito incluyendo la revolera en alguna de sus líneas. José Bergamín decía lo siguiente en su obra La claridad del toreo:

Un vuelo de revolera

le quitó al toro los pájaros

que llevaba en la cabeza

La mayoría de toreros han recurrido a este lance para rematar sus series o tandas con el capote. Podemos encontrar, entre otros, a toreros como Roca Rey o José Tomás.